# Presión de estancamiento
En dinámica de fluidos, la presión de estancamiento es la presión estática en un punto de estancamiento o punto de velocidad cero en un flujo de fluido. En un punto de estancamiento la velocidad del fluido es cero. En un flujo incompresible, la presión de estancamiento es igual a la suma de la presión estática de la corriente libre y la presión dinámica de la corriente libre.
La presión de estancamiento se denomina a veces presión de pitot porque las dos presiones son numéricamente iguales.

## Cálculo de su magnitud
La magnitud de la presión de estancamiento puede derivarse del Ecuación de Bernoulli para flujo incompresible y sin cambios de altura. Para dos puntos cualesquiera 1 y 2:
{\displaystyle P_{1}+{\tfrac {1}{2}}\rho v_{1}^{2}=P_{2}+{\tfrac {1}{2}}\rho v_{2}^{2}}
Los dos puntos de interés son: 1) en el flujo libre a velocidad relativa {\displaystyle v} donde la presión se denomina "estática", (por ejemplo bien lejos de un avión que se mueve a velocidad {\displaystyle v}); y 2) en un punto de "estancamiento" donde el fluido está en reposo con respecto al aparato de medida, por ejemplo en el extremo de un tubo de Pitot en un avión.
Entonces 
{\displaystyle P_{\text{estática}}+{\tfrac {1}{2}}\rho v^{2}=P_{\text{estancamiento}}+{\tfrac {1}{2}}\rho (0)^{2}}
o
{\displaystyle P_{\text{estancamiento}}=P_{\text{estática}}+{\tfrac {1}{2}}\rho v^{2}}
donde:
{\displaystyle P_{\text{estancamiento}}} es la presión de estancamiento.
{\displaystyle \rho \;} es la densidad del fluido
{\displaystyle v} es la velocidad del fluido
{\displaystyle P_{\text{estática}}} es la presión estática
Así, la presión de estancamiento se incrementa sobre la presión estática, en la cantidad {\displaystyle {\tfrac {1}{2}}\rho v^{2}} que se denomina presión "dinámica" o "de ariete" porque es el resultado del movimiento del fluido.  En el ejemplo de un avión, la presión de estancamiento sería la presión atmosférica más la presión dinámica.
Sin embargo, en el flujo compresible, la densidad del fluido es mayor en el punto de estancamiento que en el punto estático. Por lo tanto, {\displaystyle {\tfrac {1}{2}}\rho v^{2}} no puede utilizarse para la presión dinámica. Para muchos propósitos en el flujo compresible, la entalpía de estancamiento o temperatura de estancamiento juega un papel similar al de la presión de estancamiento en el flujo incompresible.

## Flujo compresible
La presión de estancamiento es la presión estática que conserva un gas cuando es llevado al reposo isentrópico de número de Mach M.
{\displaystyle {\frac {p_{t}}{p}}=\left(1+{\frac {\gamma -1}{2}}M^{2}\right)^{\frac {\gamma }{\gamma -1}}\,}
o, suponiendo un proceso isentrópico, la presión de estancamiento puede calcularse a partir de la relación entre la temperatura de estancamiento y la temperatura estática:
{\displaystyle {\frac {p_{t}}{p}}=\left({\frac {T_{t}}{T}}\right)^{\frac {\gamma }{\gamma -1}}\,}
donde:
{\displaystyle p_{t}} es la presión de estancamiento
{\displaystyle p} es la presión estática
{\displaystyle T_{t}} es la temperatura de estancamiento
{\displaystyle T} es la temperatura estática
{\displaystyle \gamma } es la relación de calores específicos
La derivación anterior sólo es válida para el caso en que se supone que el gas es calóricamente perfecto (se supone que los calores específicos y la relación de los calores específicos {\displaystyle \gamma } son constantes con la temperatura).